# Список переименованных населённых пунктов Псковской области
В данном списке приведены населённые пункты, расположенные согласно современному административно-территориальному делению в Псковской области России, название которых изменялось.

## В
- Луки (1166) → Великие Луки (1406)

## Д
- Суки → Дачное (сельский населённый пункт)

## З
- Александровский посад (Талабск) → Остров-Залит (1919) (сельский населённый пункт)[1]

## К
- Княжьи Горки → Красные Горки (сельский населённый пункт)

## П
- Каменка → Партизанская (сельский населённый пункт)
- Печоры (1782) → Петсери (1918) – Печоры (1945)[2]
- Пруды → Красные Пруды (сельский населённый пункт)
- Таболенец → Пушкинские горы (1925, посёлок городского типа)[3]
- Пыталово → Яунлатгале → Абрене → Пыталво (1945)[4]

## Р
- Конски → Родина (сельский населённый пункт)

## С
- Струги Белые → Струги Красные (1919, посёлок городского типа)[5]

## Источник
- Е. М. Поспелов. Имена городов: вчера и сегодня (1917—1992): Топонимический словарь. — Москва: Русские словари, 1993. — 249 с.